# Полежаев, Николай Сергеевич
Николай Сергеевич Полежаев (1921—1974) — советский военнослужащий. В годы Великой Отечественной войны механик-водитель танка 267-го танкового батальона 23-й танковой бригады. Герой Советского Союза (1945). Старшина.

## Биография
Родился 29 декабря 1921 года в поселке Полевском. Окончил 5 классов в школе № 1. С 1938 года работал на Полевском криолитовом заводе. В апреле 1940 года перешёл на серно-колчеданный рудник грузчиком.
В армию призван в апреле 1941 года. В июне 1941 года в первых же боях с немцами механик-водитель танка Т-34 получил тяжёлое ранение. Почти год лечился в госпитале, затем вновь вернулся на фронт и в составе 267-го танкового батальона 23-й танковой бригады 9-го танкового корпуса дошёл до Берлина.
За время войны был трижды ранен, горел в танке. Звание Героя Советского Союза старшему сержанту Николаю Сергеевичу Полежаеву присвоено 27 февраля 1945 года за смелые и самоотверженные действия при переправе танкового корпуса через реку Варту.
Награждён орденами Ленина, Отечественной войны II степени, Красной Звезды, несколькими медалями.
Николай Сергеевич был участником Парада Победы 24 июня 1945 года.
В 1946 году демобилизовался в звании старшины. Вернулся в родной Полевской инвалидом третьей группы. Поселился в родительском доме, вскоре женился.
Работал шофёром в Полевском леспромхозе, вздымщиком, грузчиком на Полевском криолитовом заводе (с 1954), водителем, слесарем-авторемонтником в Полевском автохозяйстве (с 1956), стропальщиком в деревообрабатывающем цехе Северского завода железобетонных изделий (1966-1974).
Умер 21 июня 1974 года от сердечной недостаточности в возрасте 52 лет. Похоронен в Полевском на Южном кладбище.

### Память
Именем Николая Полежаева названа одна из улиц в северной части города Полевского и воинская танковая часть в Калининграде, в которой он служил.
В 1965 году в городе Полевском, на доме № 17/2, по улице Белинского, где проживал Герой в 50-70-е гг., была установлена мраморная мемориальная доска. Сейчас она хранится в музее школы № 1.
С 2005 года на административном здании Полевского автотранспортного предприятия, по улице Володарского, 101 находится ещё одна мемориальная доска. Третья памятная доска с 2013 года висит у входа в среднюю школу № 1, по ул. Малышева, 65.

### Семья
У Николая было две сестры. С супругой Ниной Георгиевной прожили более 30 лет, воспитали дочь Любу и сына Александра.